# Parazaona nordenskjoeldi
Parazaona nordenskjoeldi es una especie de arácnido  del orden Pseudoscorpionida de la familia Chernetidae.

## Distribución geográfica
Se encuentra en Chile y en Argentina.